# Epitonia
× Epitonia, (abreviado Eptn.) en el comercio, es un híbrido intergenérico entre los géneros de orquídeas Broughtonia × Epidendrum.  